# Winterswijk
Winterswijk est une ville et commune néerlandaise, en province de Gueldre.

## Géographie
La commune limitrophe de l'Allemagne est située à l'est de la province de Gueldre, est des Pays-Bas.
Elle fait partie de la région culturelle d'Achterhoek.

## Histoire
Winterswijk a été mentionné pour la première fois vers l'an 1000 en tant que paroisse.
Jusqu'au début du 19e siècle, Winterswijk était un village agricole tranquille avec quelques métiers du textile. L'industrialisation commence à partir du milieu du XIXe siècle par un moulin à tisser dont les métiers sont actionnés par une machine à vapeur.
Au début du XXe siècle, Winterswijk est devenu un centre de l'industrie textile néerlandaise. Des milliers de travailleurs et leurs familles y ont déménagé. Le chemin de fer Zutphen – Winterswijk a été ouvert en 1878.
L'industrie textile autrefois importante est maintenant remplacée par d'autres petites entreprises de toutes sortes.

## Personnalités
- Piet Mondrian (1872–1944), peintre néerlandais, pionnier de l'art abstrait du XXe siècle, a vécu à Winterswijk entre 8 et 20 ans.
- Willem van Otterloo (1907–1978), compositeur et chef d'orchestre néerlandais y est né.
- Gerrit Komrij (1944-2012),  peintre, poète, écrivain néerlandais y est né.
- Myrthe Schoot (1988), volleyeuse néerlandaise.
- Stef Dusseldorp (1989), pilote automobile néerlandais.
- Lynn Knippenborg (1992), handballeuse néerlandaise.
- Bart Straalman (1996), footballeur néerlandais.

## Galerie

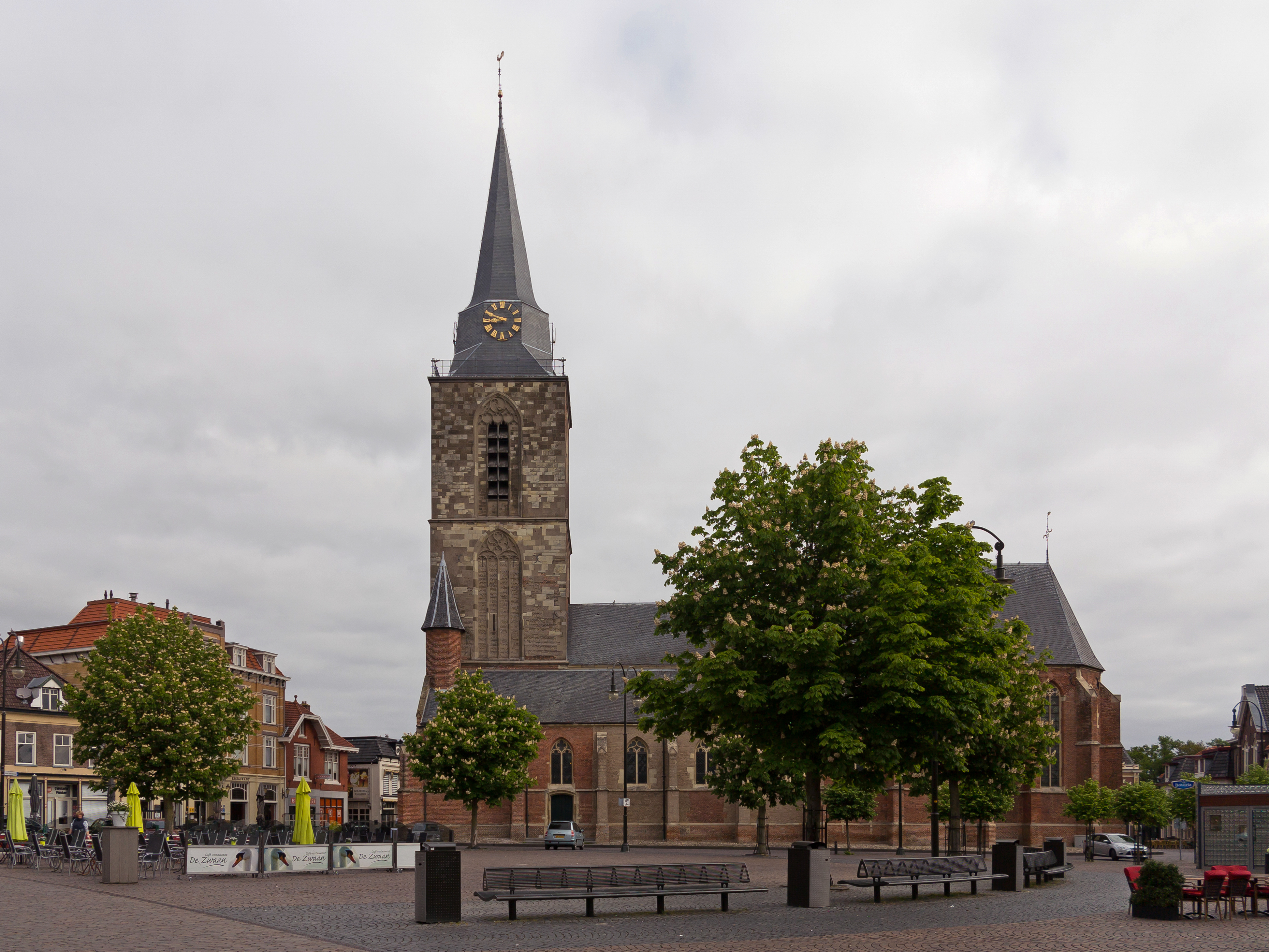
L'église (Sint Jacobskerk)
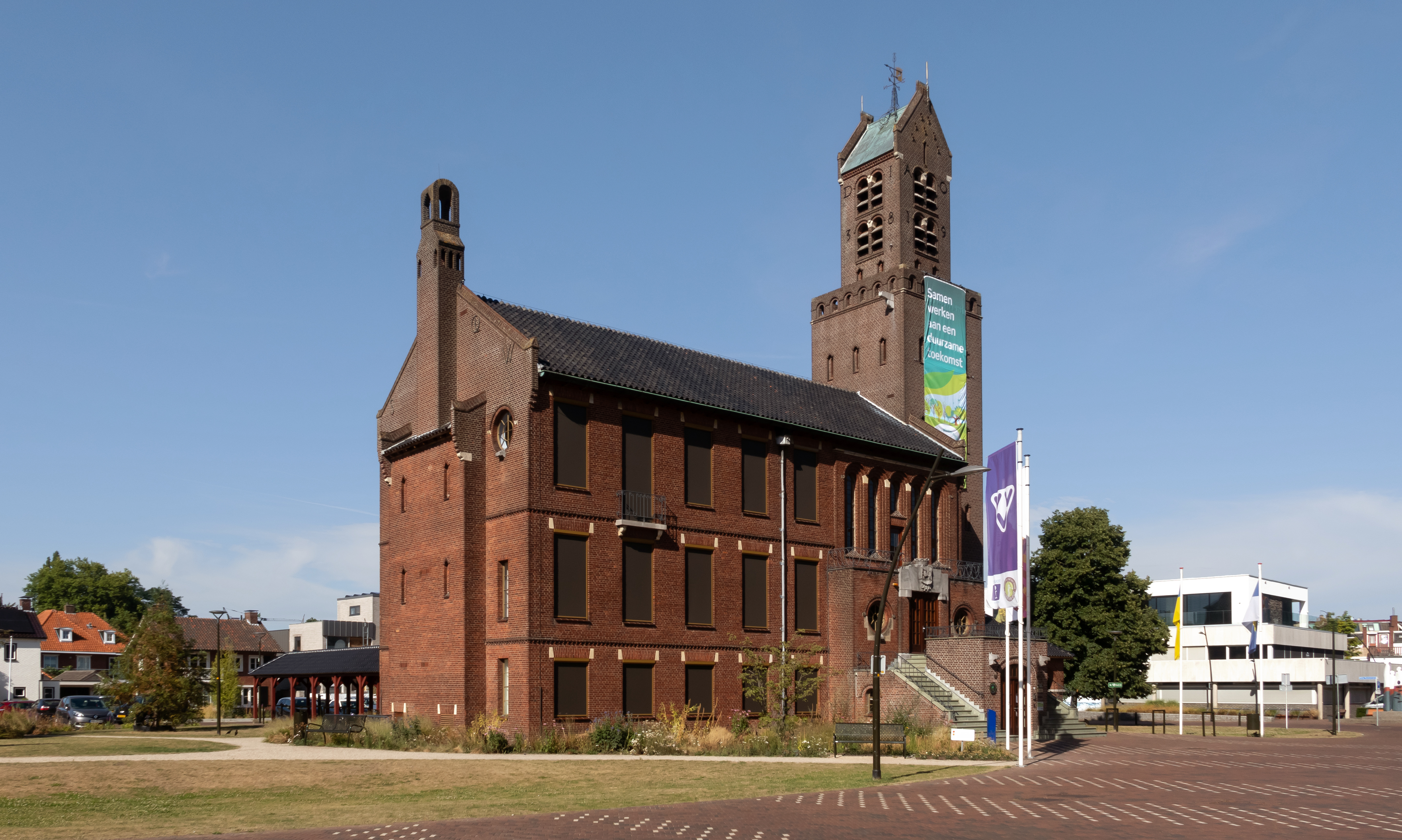
L'ancien hôtel de ville
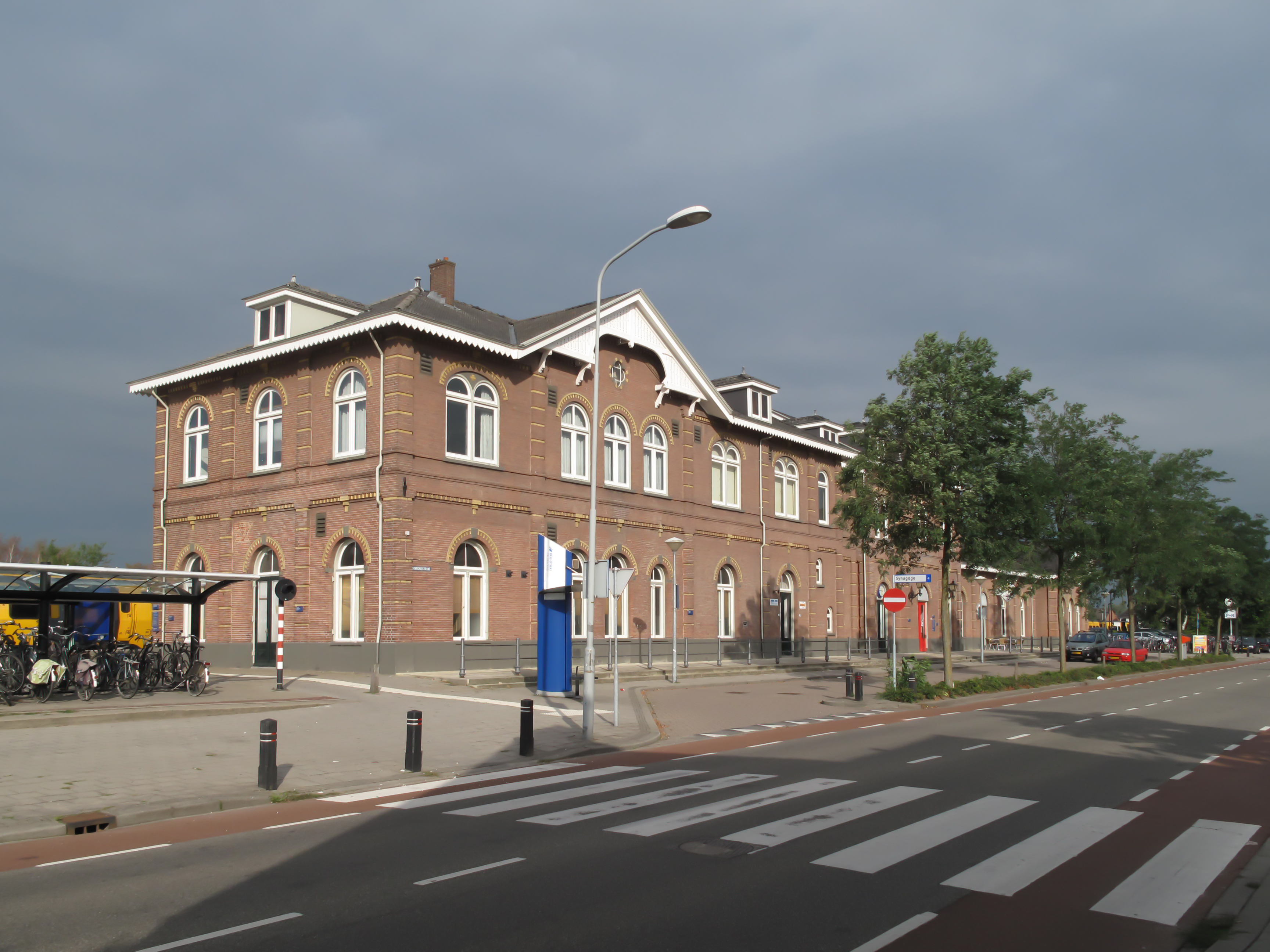
La gare de Winterswijk
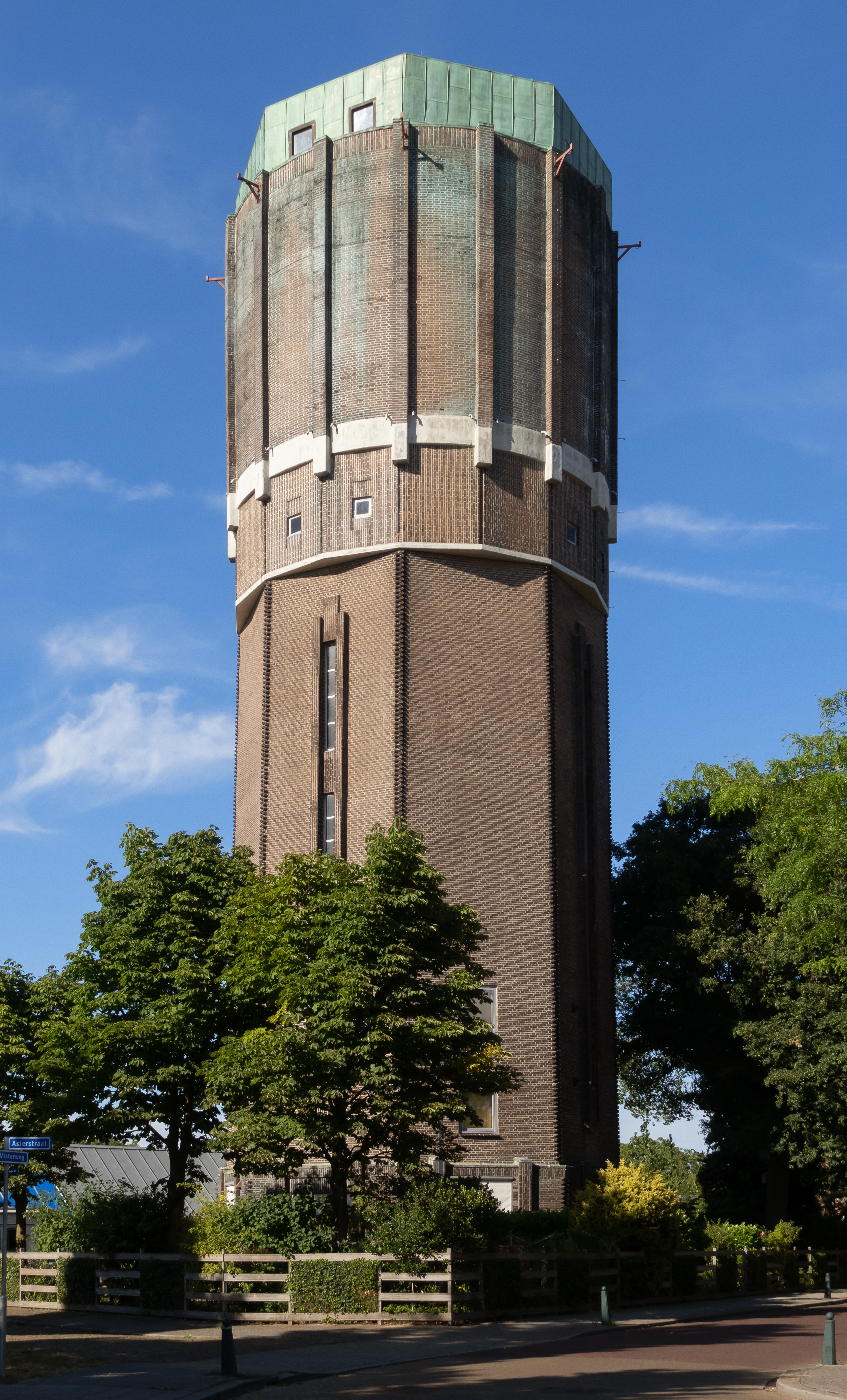
Château d'eau
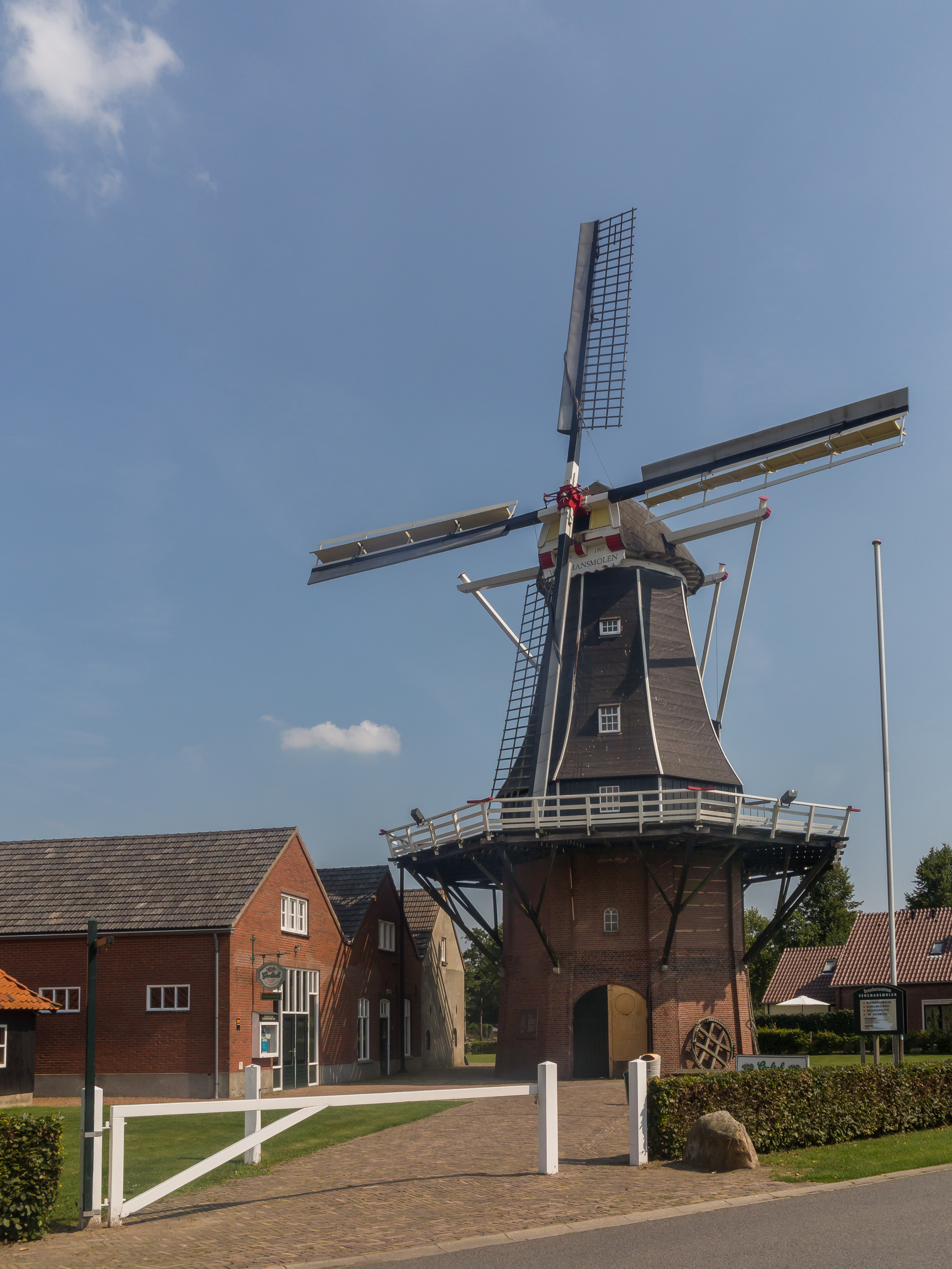
Moulin de Winterswijk
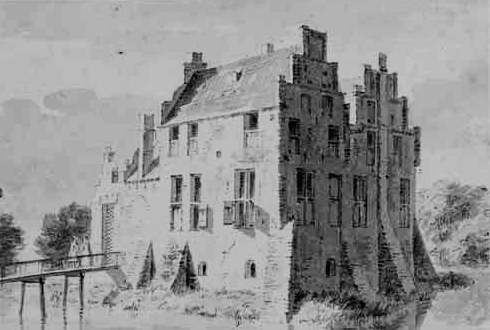
Grande maison de style flamand, à Winterswijk, vers 1711-1759